# Deiotaro
Deiotaro (in latino Dēiŏtărus; 120 a.C. circa – 41 a.C.) è stato un generale greco antico, tetrarca della Galazia, in Asia Minore, e un alleato fedele della Repubblica romana.

## Biografia
Durante la terza guerra mitridatica, Deiotaro scacciò le truppe di Mitridate VI del Ponto dalla Frigia. Il suo maggiore alleato fu Gneo Pompeo Magno, il quale lo ricompensò nel 63/62 a.C. allargandone il dominio all'Armenia Minore in occasione della risistemazione dell'Anatolia.
Durante la guerra civile romana sostenne Pompeo, e dopo la sconfitta nella battaglia di Farsalo lo seguì in Asia. Approfittò della clemenza di Gaio Giulio Cesare e passò dalla sua parte (47 a.C.) quando Farnace II del Ponto invase l'Armenia Minore, sconfiggendo l'esercito di Deiotaro vicino Nicopoli, e Cesare intervenne in sua difesa. Il generale romano perdonò il re gàlata e gli concesse di rivestire la porpora: Deiotaro e il suo esercito combatterono e sconfissero Farnace assieme a Cesare nella battaglia di Zela.

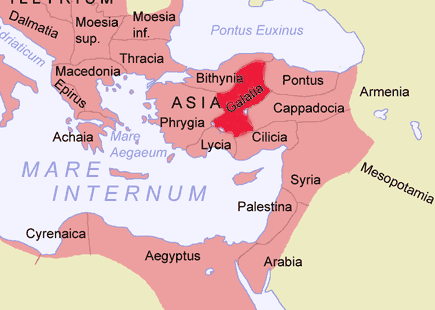
La Galazia, regione governata da Deiotaro, fu inclusa nell'Impero romano, diventandone una provincia

Alcuni principi gàlati si lamentarono con Cesare di Deiotaro, il quale fu privato di parte dei suoi domini; venne inoltre accusato di aver progettato un attentato contro Cesare. Inviato a Roma per il processo, venne difeso da Marco Tullio Cicerone, il quale aveva conosciuto e imparato a stimare Deiotaro quando era stato governatore della provincia di Cilicia: l'orazione Pro rege Deiotaro ("A favore del re Deiotaro", 45 a.C.) fece sì che il signore gàlata non venisse condannato.
Dopo la morte di Cesare, Marco Antonio riconobbe a Deiotaro, dietro pagamento, il dominio su tutto il territorio sottrattogli. Nella guerra successiva, Deiotaro si schierò con i congiurati, ma dopo la sconfitta nella battaglia di Filippi passò dalla parte del secondo triumvirato. Rimase in possesso del proprio regno ancora a lungo, morendo anziano nel 41 a.C.
Diofane di Nicea dedicò il proprio manuale di agricoltura a Deiotaro.